# Xerxes av Armenien
Xerxes, död 212 f.Kr., var härskare i kungariket Armenien och son till Arsames II. Under Xerxes tid kom hans huvudstad Arsamosata att intas av Antiochos den store. Xerxes erkände Antiochos som sin kung, och kom att betala tribut till denne.